# Tramore
Tramore (en irlandès Trá Mhór o "platja gran") és una ciutat d'Irlanda, al comtat de Waterford, a la província de Munster. Es troba a 13 kilòmetres de Waterford i a 6 kilòmetres de l'aeroport de Waterford.

## Història
Fins a finals del segle xviii era un llogaret de pescadors. Cap al 1853 hi arribà el ferrocarril i començà a potenciar-se el turisme de platja, sobretot el surfisme. Durant la guerra angloirlandesa hi va tenir lloc l'emboscada de Pickardstown, en la que dos voluntaris de l'Exèrcit Republicà Irlandès van morir i dos més van resultar ferits.

## Personatges il·lustres
- Shay Brennan